# Phryganidia naxa
Phryganidia naxa är en fjärilsart som beskrevs av Druce 1885. Phryganidia naxa ingår i släktet Phryganidia och familjen tandspinnare. Inga underarter finns listade i Catalogue of Life.